# Marina Ionescu
Marina Ionescu (n. 30 martie 1942) este un fost deputat român în legislatura 1996-2000, ales în județul Suceava pe listele partidului PDSR.